# سيدريك هايوود
سيدريك هايوود (بالإنجليزية: Cedric Haywood)‏ هو عازف جاز وعازف بيانو أمريكي، ولد في 31 ديسمبر 1914 في هيوستن في الولايات المتحدة، وتوفي في 9 سبتمبر 1969.

## وصلات خارجية
- سيدريك هايوود على موقع ميوزك برينز (الإنجليزية)
- سيدريك هايوود على موقع أول ميوزيك (الإنجليزية)
- سيدريك هايوود على موقع ديسكوغز (الإنجليزية)